# Objetivo gran angular

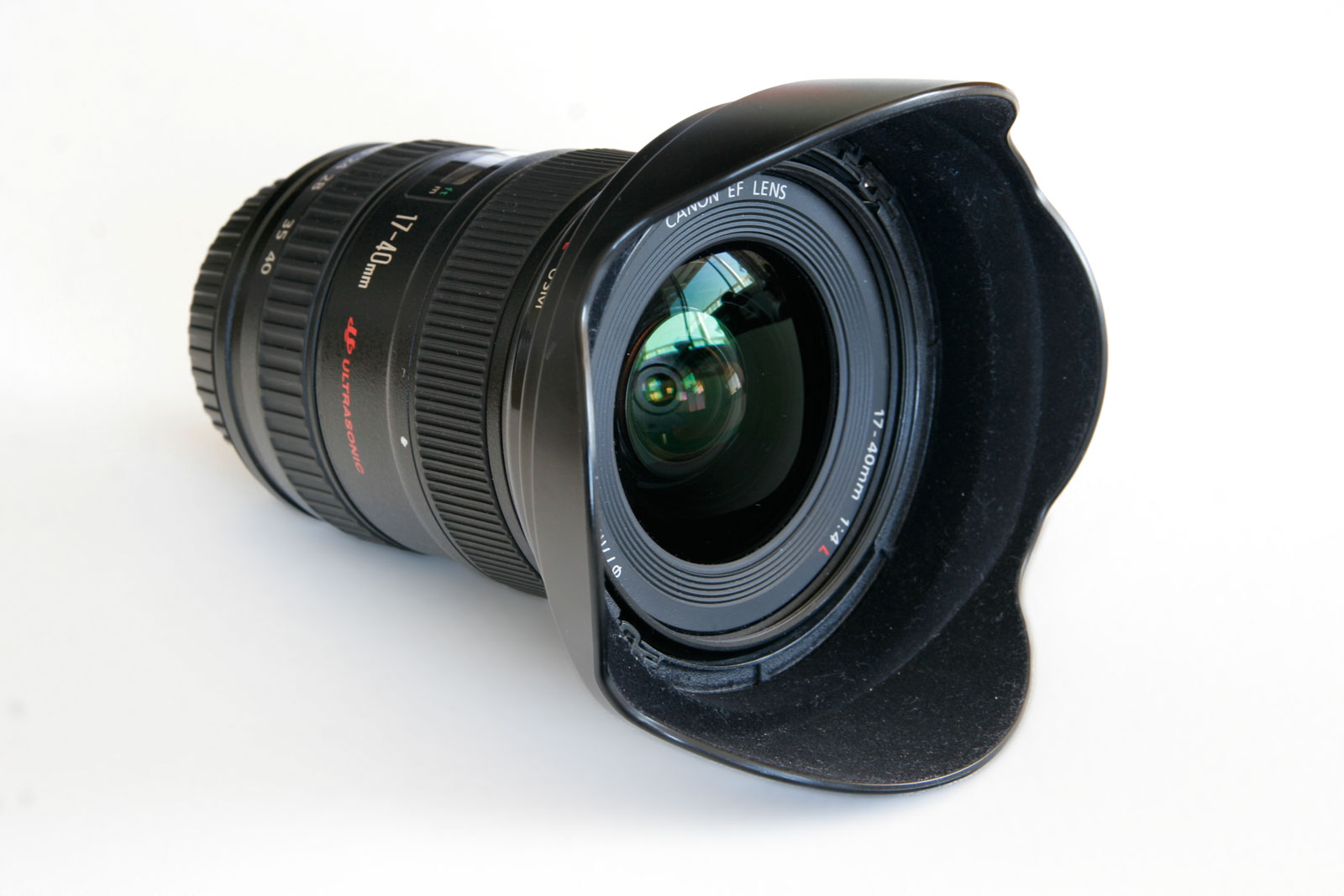
Objetivo gran angular de Canon.

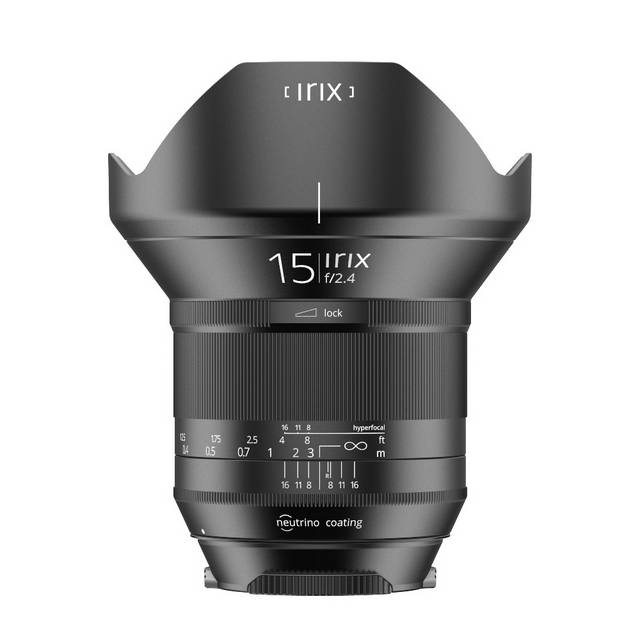
Objetivo gran angular Irix Blackstone 15mm f/2.4.

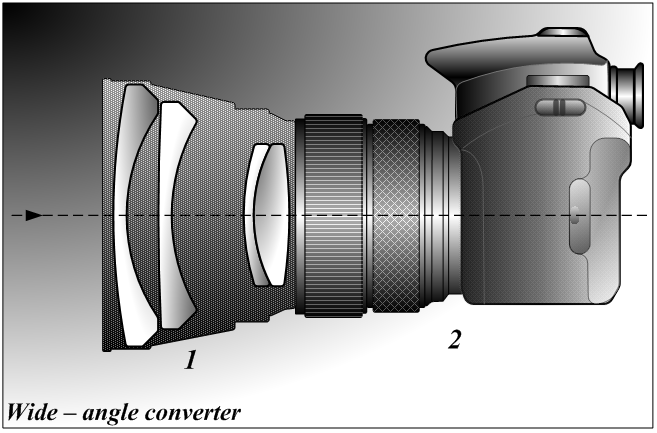
Conversor gran angular.

En fotografía, un objetivo o lente gran angular es aquel cuya distancia focal es menor a la del objetivo normal, resultando un ángulo de visión mayor al de la visión humana. Se usa para vistas panorámicas, como paisajes, para periodismo fotográfico y otros proyectos creativos.
Los ángulos de visión de este tipo de objetivos oscilan entre 60 y 180°. Las distancias focales para cámaras de 35 mm varían entre 18 y 35 mm. En el caso de los objetivos gran angulares de longitud focal fija, la luminosidad suele ser alta, llegando hasta f1.4 (véase apertura y número f).

## Cualidades
Con objetivos de este tipo se consigue:
- Exagerar la perspectiva de los objetos, provocando una distorsión de líneas tanto más acusada cuando el fotógrafo se acerca al motivo. Esta cualidad se explota comúnmente en la fotografía arquitectónica, para revelar la grandiosidad de las construcciones humanas tomando un contrapicado con un gran angular desde cerca.

- Una mayor profundidad de campo en la fotografía, razón por la cual se suele utilizar en fotografía de paisajes, en la que suele ser importante retratar gran cantidad de elementos a corta distancia.

- Abarcar mayor porción de escena desde una distancia inferior (gracias a su mayor ángulo de visión), lo cual facilita al fotógrafo el poder capturar fotografías de objetos grandes desde distancias cortas. Esto es muy habitual en fotografía de interiores.

## Clasificación
En función de las distancias focales, se dividen los grandes angulares en distintos grupos:

### Gran angulares de reportaje o estándar
En el formato pequeño (35 mm) van entre los 28 y 35 mm de distancia focal, con unos ángulos diagonales de visión comprendidos entre 60° y 65° respectivamente. Debido a su capacidad de abarcar una gran cantidad de espacio en distancias cortas, a que tienen una gran profundidad de campo y una todavía relativamente pequeña distorsión, son usados frecuentemente en el periodismo fotográfico. En algunos casos estas longitudes focales se encuentran contenidas en objetivos con ángulo óptico que abarcan estas longitudes focales junto con otras longitudes focales normales. En sus versiones de focal fija, estos objetivos suelen ser bastante luminosos. Estos angulares son los más económicos y suelen encontrarse en los zoom universales (provistos en la mayoría de las cámaras).
- Ángulo diagonal en 28 mm: 75°
- Ángulo diagonal en 35 mm: 63° (para película de 35mm)

### Súper gran angulares
Son gran angulares con distancias focales menores a 28 mm y un ángulo de visión superior a 80°. Estos angulares suelen ser empleados para fotografía artística, de naturaleza e incluso de desnudos, para la consecución de determinados efectos especiales que se obtienen por su distorsión de la imagen.
Los objetivos súper gran angulares más comunes son:
- 24 mm (83°)
- 20 mm (94°)
- 17 mm (104°)

### Ojos de pez
El objetivo ojo de pez es una forma especial de súper gran angular, cuya distorsión (en este caso deliberada) se asemeja a una imagen reflejada en una esfera, alcanzando ángulos de visión de unos 180°. Se diferencian dos tipos: los que abarcan toda la superficie de exposición (película o sensor) formando por tanto imágenes rectangulares, y los que forman una imagen circular. En pequeño formato los más usuales son:
- 15 mm (180°)
- 7,5 mm o 8 mm (imagen circular)
- Exot es un objetivo Nikkor de 6 mm de distancia focal y 220° de visión. Forman una imagen circular en la que incluso se alcanza parte de atrás.

## Limitaciones de diseño
En las cámaras de tipo SLR, debido al espacio requerido para el movimiento del espejo, no son posibles distancias focales "reales" menores a 50 mm, por lo que para la construcción de objetivos gran angulares se emplean técnicas como la de retrofoco, que implican menor luminosidad, mayores costes y mayor tamaño del objetivo.

### Factor de recorte
En las cámaras réflex digitales surge una nueva limitación, debido a que el sensor CCD o CMOS suele ser de tamaño menor al de la película de cámaras de película de 35 mm (formato APS-C). Por ello el sensor solo capta una parte de la imagen producida por el objetivo. Este recorte de la imagen implica un menor ángulo de visión, debido al cual un gran angular de 28 mm se convierte en un objetivo normal al montarse sobre una cámara digital con sensores digitales APS-C.
Para usar gran angulares en cámaras réflex digitales con factor de recorte, en la mayoría de los casos es preciso emplear objetivos diseñados específicamente para las mismas. Varios de estos objetivos están optimizados para proyectar un círculo de imagen correspondiente con sensores de formatos pequeños, siendo impráctico su uso en sensores de formato 36x24 mm (full frame) o en película de 35 mm puesto que se ve desperdiciada gran parte del área del sensor o, en el mejor de los casos, se presenta un defecto en la imagen conocido como viñeteado.